# Cirrochroa lunulata
Cirrochroa lunulata är en fjärilsart som beskrevs av Napoleon Manuel Kheil 1884. Cirrochroa lunulata ingår i släktet Cirrochroa och familjen praktfjärilar. Inga underarter finns listade i Catalogue of Life.